# Pic Sans Nom
De Pic Sans Nom is een berg in het Franse Pelvouxmassief met een hoogte van 3913 meter. Het is, na de Barre des Écrins, de La Meije, Ailefroide en Mont Pelvoux qua hoogte de vijfde berg van het Pelvouxmassief. De berg ligt in het departement Hautes-Alpes in het Nationaal park Les Écrins.